# Leandro Salino
Leandro Salino do Carmo, noto semplicemente come Leandro Salino (Juiz de Fora, 22 aprile 1985), è un ex calciatore brasiliano, di ruolo difensore.

## Carriera
Ha giocato nel massimo campionato portoghese con le maglie di Nacional e Sporting Braga. Dal 1º luglio 2013 gioca per l'Olympiacos, con cui ha esordito nella massima serie greca.

## Palmarès
- Campionato Mineiro: 1

Ipatinga: 2005
- Taça Guanabara: 1

Flamengo: 2007
- Campionato Carioca: 1

Flamengo: 2007
- Coppa di Lega portoghese: 1

Braga: 2012-2013
- Campionato greco: 3

Olympiakos: 2013-2014, 2014-2015, 2015-2016
- Coppa di Grecia: 1

Olympiakos: 2014-2015
- Campionato Baiano: 1

Vitória: 2017